# Heather Berlin
Pour les articles homonymes, voir Berlin (homonymie).
Heather A. Berlin (aussi H. A. Berlin), née à New York, est une neurologue américaine dont les recherches portent sur les relations entre le cerveau et le comportement, affectant la prévention et le traitement des troubles psychiques impulsifs et compulsifs.
Elle s'intéresse également aux bases neuronales de la conscience, aux processus inconscients dynamiques et à la créativité.
H. A. Berlin est l'hôte de la série de PBS Science Goes to the Movies et de la série Superhuman Showdown sur Discovery Channel.